# Algeria (Virginia Occidental)
Algeria es un área no incorporada ubicada en el condado de Pleasants, Estados Unidos. Está catalogada como un asentamiento humano por la Junta de Nombres Geográficos de los Estados Unidos. Su número de identificación (ID) es 1678485. Se encuentra a 237 m s. n. m. (778 pies).

## Historia
Se estableció una oficina de correos en 1889 y permaneció en funcionamiento hasta 1910.